# Псевдокириллица

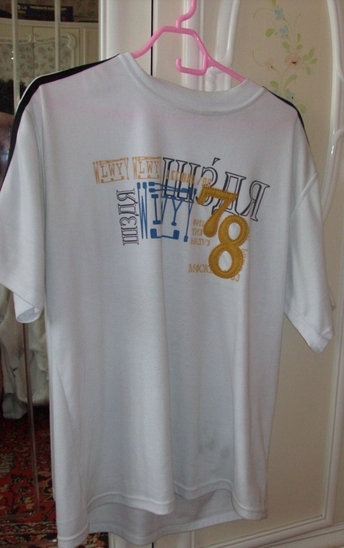
Псевдокириллический принт футболке с надписью «ШЗ́ДЯ» (WEAR). Более того, ударения над этой согласной в русском не существует.

Псевдокириллица, поддельная кириллица, псевдорусская или поддельная русская типографика — псевдошрифт, имитация букв кириллицы средствами латинского шрифта.
Вместе с псевдоарабским шрифтом, псевдоеврейским шрифтом (en), псевдорунами и др. относится к феномену, называемому «мимикрия систем письма» (writing system mimicry), «мимикрические шрифты» (mimicry typefaces), «этнические шрифты».

## Характеристика
Используется обычно для создания атмосферы СССР или России, хотя оно может использоваться и в других контекстах (например, в логотипе «Баунти» — логотип, где вместо латинского Y используется кириллица У).
Это обычный западный троп, используемый в обложках книг, титрах фильмов, надписях комиксов, дизайнерских работах для компьютерных игр или упаковке продуктов, которые предназначены или хотят вызвать ассоциации с Восточной Европой, СССР или Россией.
«Искусственная кириллица» используется, по крайней мере, с 1960-х годов. Так, она замечена в оформлении «русских» обложек западных музыкальных записей 1970-х годов.

### «Алфавит»
Буквы заменяются независимо от фонетического соответствия, а в соответствии с восприятием их сходства с латинскими буквам.

Например, R и N в слове RUSSIAN могут быть заменены на кириллицу Я и И, давая «ЯУССИЯИ». 
Исследователи отмечают, что замена первой буквы на «Я» в слове «RUSSIA» является самым хрестоматийным и узнаваемым примером псевдокириллицы, став типичным западным тропом.
Другие примеры включают в себя Ш для изображения Е, Ц для U, Я / Г для R / назад и вверх-вниз L, Ф для O, Д для А, Б, Ь или Ъ для В / б, З, Э, или Ё для E, Ч или У для Y. За пределами русского алфавита Џ (сербский) может служить заменой U, Ғ (тюркские языки СССР) для F, Ә (тюркские языки СССР) или Є (украинский) для E, Ө (тюркские языки СССР) для O, Һ (некоторые тюркские языки СССР) для H и Ћ (сербский) для Th. Обратный ☭ также иногда используется для G.
Другие варианты включают в себя отражённую по горизонтали букву K (Ʞ), отсутствующую в современных алфавитах.
Этот эффект обычно ограничивается набором текста во всех заглавных буквах, поскольку кириллические прописные буквы не слишком хорошо соответствуют строчным латинским буквам. В кириллической типографии большинство строчных букв в нижнем регистре напоминают заглавные буквы меньшего размера, в отличие от более характерных форм латинского алфавита. Буквы кириллицы были созданы на основе греческого уставного (торжественного) письма (унциала) в IX веке, но современные формы стали более похожими на латинский алфавит после реформы Петра Великого в 1708 году.
| Кириллическая буква | Схожая латинская буква                                                       |
| ------------------- | ---------------------------------------------------------------------------- |
| Б                   | B, G, цифра 6                                                                |
| В                   | B                                                                            |
| Г                   | R, на 90 градусов L, аналогична Γ                                            |
| Д                   | A, O                                                                         |
| Ж                   | X, отражённая по вертикали и удвоенная нормальной K, ꞰK                      |
| З                   | E, цифра 3                                                                   |
| И                   | отражённая по вертикали N                                                    |
| Й                   | N, Ñ, Ň, N̆                                                                   |
| К                   | K                                                                            |
| Л                   | N, JI, JΠ                                                                    |
| Н                   | H                                                                            |
| П                   | N, H (прописная n, h, аналогична Π)                                          |
| Р                   | P                                                                            |
| С                   | C                                                                            |
| У                   | Y                                                                            |
| Ф                   | I, O, Q, Ø, цифра 0, аналогична Φ                                            |
| Х                   | X                                                                            |
| Ц                   | U, соединение нормальной, отражённой по вертикали и перевёрнутой L           |
| Ч                   | Y, U, цифра 4                                                                |
| Ш                   | W, перевёрнутая E                                                            |
| Щ                   | W, перевёрнутая E, соединение отражённой по вертикали и перевёрнутой L       |
| Ы                   | BI, отражённая по вертикали и повёрнутая на 90 градусов P, буква L, число 61 |
| Ь                   | B, отражённая по вертикали и повёрнутая на 90 градусов P,                    |
| Э                   | E, отражённая по вертикали C и число 3                                       |
| Ю                   | IO, число 10                                                                 |
| Я                   | отражённая по вертикали R                                                    |

Буквы А, В, Е, Ѕ *, І *, Ј *, К, М, Н, О, Р, С, Т, Ү *, Ғ *, Ѵ * и Х сильнее схожи или связаны с латинскими буквами в зависимости от предполагаемых значений звука — до такой степени, что их замена, в отличие от перечисленных выше, может не быть замечена. Если возникают проблемы совместимости, которые ограничивают смешивание шрифтов, эти буквы кириллицы могут использоваться вместо их латинских аналогов.

## В кинематографе
Как правило, использование псевдокириллицы в кино нацелено на искусственное придание большей экзотичности иностранными названиям, их инаковизации. Ярким примером такого применения является фильм «Борат» (2006) с надписью «BORДТ» на постере. Другим примером подобного использования типографики стал перевёрнутый серп и молот для обозначения G на рекламном плакате к фильму «Русские идут! Русские идут!» (1966).